# Oliver Fix
Pour les articles homonymes, voir Fix.
Oliver Fix, né le 21 juin 1973 à Augsbourg, est un kayakiste allemand pratiquant le slalom.

## Palmarès

### Jeux olympiques
- Médaille d'or aux Jeux olympiques de 1996 à Atlanta en K-1[1].